# Камень нулевого километра (Будапешт)
47°29′53″ с. ш. 19°02′24″ в. д.

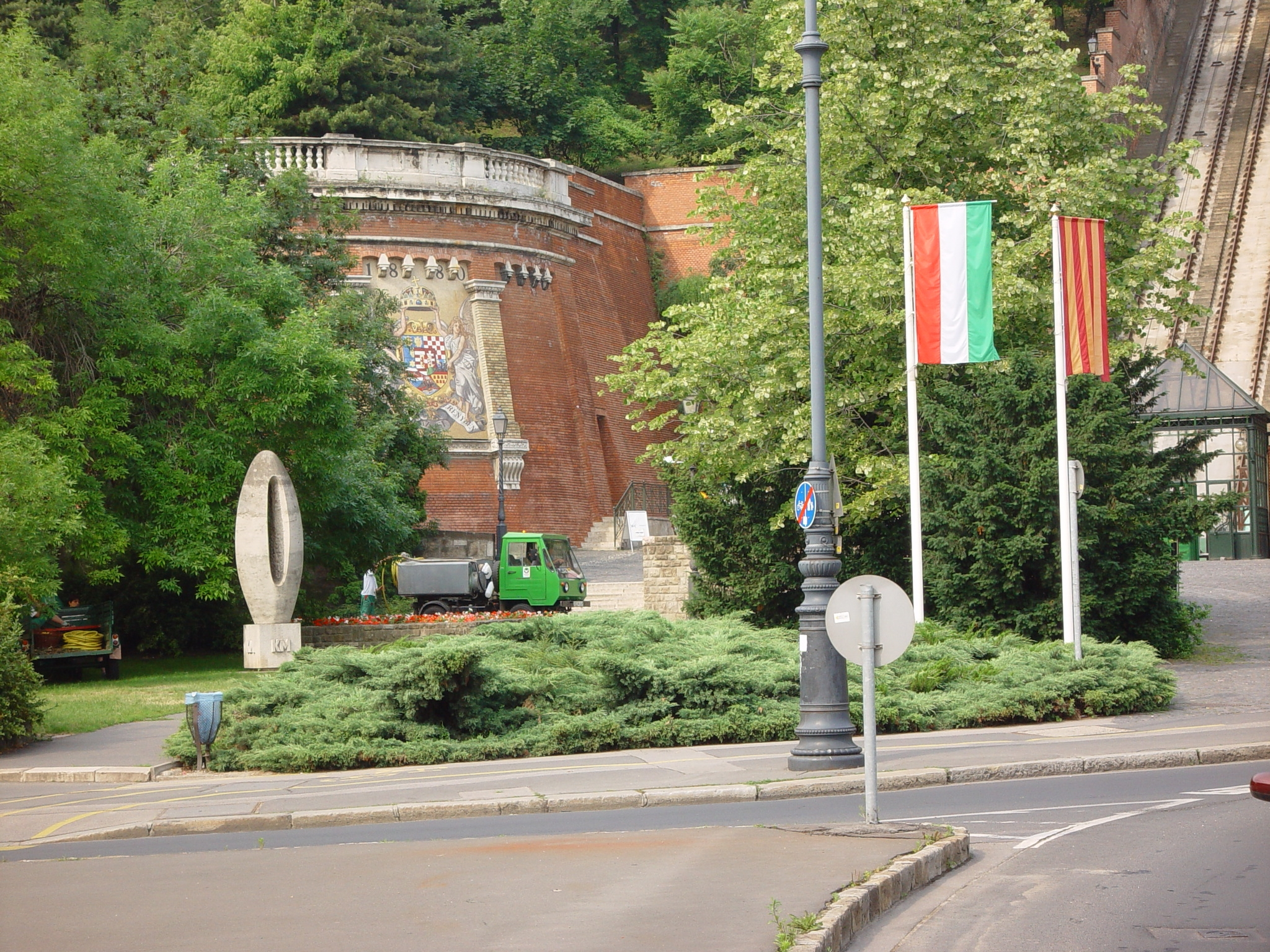
Вход в тоннель у Цепного моста, на входе находится Камень нулевого километра

Камень нулевого километра (венг. „0” kilométerkő) — трёхметровая каменная скульптура в форме нуля, которая установлена в Будапеште и является точкой отсчёта для определения расстояний из всех точек Венгрии до Будапешта. Камень находится в небольшом парке на площади Адама Кларка, перед самым въездом на Цепной мост. Камень представляет собой стилизованный типографский нуль, на нём изображены только две буквы KM. От этой точки отсчитываются все расстояния между Будапештом и любой точкой Венгрии, а также длины всех государственных автодорог в Венгрии (за исключением 1-й и 8-й), в том числе 10-й, 11-й и 31-й.

## Местонахождение
Изначально камень располагался у замка Буда как отправная точка измерений расстояния до императорского и королевского дворца, внешний его вид не сохранился. В 1849 году камень был перенесён к Цепному мосту. В начале XX века Пал Фештетич предложил установить серию отправных точек для транспортной сети по городу, что было реализовано позднее автомобильным клубом «Hungária».
В 1932 году по распоряжению Министерства торговли был установлен первый памятник у Цепного моста, автором стал скульптор Енё (Юджин) Кёрменди. Памятник представлял собой мраморную статую в виде пешехода, кучера и водителя. Во время Второй мировой войны статуя была разрушена. Новая скульптура, изображавшая рабочего с автомобильным колесом, с 1953 года находилась на месте камня (автором скульптуры стал Ласло Молнар. В 1975 году был установлен современный камень, автором новой скульптуры стал Миклош Боршош; старую перенесли в XVII район к железнодорожной станции. Новую скульптуру торжественно открыли 4 апреля 1975.

## Похожие камни
Подобные камни и памятники ставились во множестве городов Венгрии и всего мира. Самым известным являлся Milliarium Aureum, установленный при Октавиане Августе на Римском форуме, и, согласно преданию, это стало причиной рождения поговорки «Все дороги ведут в Рим». В Москве подобной отметкой служит «Нулевой километр автодорог Российской Федерации»; также подобные отметки есть в Киеве, Минске и Вашингтоне (в США ею служит камень нулевой мили).